# 西藏蔷薇
西藏蔷薇（学名：Rosa tibetica）为蔷薇科蔷薇属下的一个种。

## 扩展阅读
- 維基物種上的相關：西藏蔷薇